# 美沃乡
美沃乡，是中华人民共和国四川省阿坝藏族羌族自治州小金县下辖的一个乡镇级行政单位。

## 行政区划
美沃乡下辖以下地区：
头道村、色木村、太阳村、和尚村、花牛村、双河村和美诺村。